# Margarita Sztyrkełowa
Margarita Sztyrkełowa, bułg. Маргарита Щъркелова (ur. 5 lipca 1951 w Sofii, zm. w styczniu 2025) – bułgarska koszykarka, reprezentantka kraju, brązowa medalistka olimpijska (1976), dwukrotna medalistka mistrzostw Europy. 
Uczestniczyła w turnieju eliminacyjnym do igrzysk olimpijskich w Montrealu, podczas którego zdobyła dla swojej drużyny 49 punktów. W turnieju olimpijskim w Montrealu zdobyła brązowy medal olimpijski. Rozegrała pięć spotkań – przeciwko Czechosłowacji (wygrana 67:66), Stanom Zjednoczonym (przegrana 79:95), ZSRR (przegrana 68:91), Japonii (wygrana 66:63) i Kanadzie (wygrana 85:62). W trakcie turnieju zdobyła 36 punktów.
Trzykrotnie wzięła udział w mistrzostwach Europy – w 1970 roku zajęła czwarte miejsce, w 1972 roku zdobyła srebrny medal, a w 1976 roku medal brązowy.